# 真人大小
《娃娃看天下》（Life-Size）是迪士尼所推出的一部TV电影，于2000年于美国ABC电视频道的『迪士尼奇妙世界』时段播出，并且也已经在美国发行一区DVD。本片是由 Mark Rosman 所执导，片中的主角小女孩 Casey 则是由因为迪士尼《天生一对》一片所捧红的少女 Lindsay Lohan 所担任，至于变成真人的娃娃 Eve 则是由 Tyra Banks 饰演，本片其他的演员还包括有 Jere Burns 、 Anne Marie Loder …等等。

## 演员
- 林赛·罗寒
- 泰雅·賓絲
- Jere Burns
- Anne Marie Loder
- Garwin Sanford

## 剧情介绍
小女孩Casey的童年虽然很快乐,但她有不能言说的痛---妈妈去世了,爸爸又好像喜欢上了他的女同事.终于,Casey找到一种方法使死去的母亲复活,但因为种种巧合,爸爸的女同事送她的娃娃变成了复活的对象.
一个有生命,有感情的娃娃究竟能不能与Casey父女友好相处呢?Casey对爸爸的误会又能否消除呢……
本片剧情故事是叙述有一位小女孩 Casey，她由于实在太思念已经亡故的母亲，因此想藉由魔法来唤回母亲的灵魂，但是她却万万也没有想到，会因为一连串意外状况的发生，而将她一个美丽的 Eve 娃娃玩具变成真人，这位变成真人的娃娃给女孩的生活带来许多趣事，她们两者之间也培养出彼此关心的真情，Eve 的出现从此改变 Casey 的生活，使得原本有点孤僻的 Casey 开始有了全新的体验！